# Spomenik Voortrekkerjem
Spomenik Voortrekkerjem stoji južno od Pretorie v Južni Afriki. Granitna stavba stoji na vrhu hriba in je bila postavljena v spomin na Voortrekkerje, ki so zapustili Kapsko kolonijo med letoma 1835 in 1854. Zasnoval ga je arhitekt Gerard Moerdijk.
Južnoafriška agencija za dediščino je 8. julija 2011 spomenik Voortrekkerjem razglasila za območje nacionalne dediščine.

## Zgodovina
Zamisel o izgradnji spomenika v čast Voortrekkerjem je bila prvič obelodanjena 16. decembra 1888, ko se je predsednik Južnoafriške republike Paul Kruger udeležil praznovanja dneva zaveze v Danskraalu v Natalu. Vendar se je gibanje za dejansko gradnjo takšnega spomenika začelo šele 4. aprila 1931, ko je bil ustanovljen Sentrale Volksmonumentekomitee (SVK; Osrednji odbor za ljudske spomenike), da bi to idejo uresničil.:13
Gradnja se je začela 13. julija 1937 s slovesnostjo obračanja ruše, ki jo je izvedel predsednik SVK, odvetnik Ernest George Jansen, na tem, kar je kasneje postalo znano kot Monument Hill (Spominski hrib). 16. decembra 1938 so temeljni kamen položili trije potomci nekaterih voditeljev Voortrekkerjev: gospa J. C. Muller (vnukinja Andriesa Pretoriusa), gospa K. F. Ackerman (pravnukinja Hendrika Potgieterja) in gospa J. C. Preller (pravnukinja Pieta Retiefa).
Spomenik je 16. decembra 1949 slovesno odprl predsednik vlade D. F. Malan. Skupni stroški gradnje spomenika so znašali približno 360.000 funtov, večino je prispevala južnoafriška vlada.
Severovzhodno od spomenika so leta 1949 postavili velik amfiteater, ki je lahko sprejel približno 20.000 ljudi.

## Glavne značilnosti
Spomenik Voortrekkerjem je visok 62 metrov, z osnovo 40 × 40 metrov. Stavba ima arhitekturno podobnost z evropskimi spomeniki, kot sta Les Invalides v Franciji in Spomenik bitki narodov, Leipzig v Nemčiji, vsebuje pa tudi afriške vplive. Dve glavni zanimivosti znotraj stavbe sta zgodovinski friz in kenotaf.

### Zgodovinski friz
Glavni vhod v stavbo vodi v kupolasto Dvorano herojev. Ta ogromen prostor, obdan s štirimi ogromnimi obokanimi okni iz rumenega belgijskega stekla, vsebuje edinstven marmornat zgodovinski friz, ki je bistveni del zasnove spomenika. To je največji marmorni friz na svetu. Friz je sestavljen iz 27 nizkih reliefov, ki prikazujejo zgodovino Velikega pohoda, vendar vključujejo sklicevanja na vsakdanje življenje, delovne metode in verska prepričanja Voortrekkerjev. Niz plošč ponazarja ključne zgodovinske prizore od prvih voortrekkerjev leta 1835 do podpisa konvencije Sand River leta 1852. V središču tal Dvorane herojev je velika krožna odprtina, skozi katero je mogoče videti kenotaf v dvorani kenotafov.

### Kenotaf
Kenotaf, ki je v središču Dvorane kenotafov, je središče spomenika. Poleg tega, da je viden iz Dvorane herojev, ga je mogoče videti tudi s kupole na vrhu stavbe, od koder je mogoče videti večji del notranjosti spomenika. Skozi odprtino v tej kupoli 16. decembra vsako leto ob dvanajstih posije sončni žarek, ki pade na sredino kenotafa in zadene besede Ons vir Jou, Suid-Afrika (v afrikanščini 'Mi za vas, Južna Afrika'), vrstico iz Die Stem van Suid-Afrika. Žarek svetlobe simbolizira Božji blagoslov nad življenjem in prizadevanji Voortrekkerjev. 16. december 1838 je bil datum bitke pri reki Blood River, ki so jo v Južni Afriki pred letom 1994 obeleževali kot dan zaobljube.
Dvorana s kenotafi je okrašena z zastavami različnih republik Voortrekkerjev in vsebuje stenske tapiserije, ki prikazujejo Voortrekkerje, ter več vitrin z artefakti iz Velikega pohoda. Ob severni steni dvorane je niša z lanterno, v kateri gori plamen že od leta 1938. Tega leta se je odvijal Simbolični pohod z volovskimi vozovi, ki se je začel v Cape Townu in končal na Monument Hillu, kjer je bil položen temeljni kamen spomenika.

### Druge lastnosti
Obiskovalci spomenika vstopijo skozi črna vrata iz kovanega železa z motivom assegai (drog, ki se uporablja za metanje, običajno lahka sulica ali kopje, sestavljeno iz lesenega ročaja z železno konico).
Po prehodu skozi vrata se znajdemo v veliki utrdbi iz vozov, sestavljeni iz 64 voz z volovsko vprego, izdelanih iz okrasnega granita. Enako število voz je bilo uporabljenih v bitki pri reki Blood River za oblikovanje utrdbe.
Ob vznožju spomenika stoji bronasta skulptura ženske Voortrekkerke in njenih dveh otrok Antona van Wouwa, ki izkazuje čast moči in pogumu žensk Voortrekkerk. Na obeh straneh te skulpture so v stene spomenika vklesani črni gnuji. Gnu simbolično prikazuje nevarnosti Afrike, njihov simbolni beg pa nakazuje, da ženska, nosilka zahodne civilizacije, zmaguje.
Na vsakem zunanjem vogalu spomenika je kip, ki predstavlja Pieta Retiefa, Andriesa Pretoriusa, Hendrika Potgieterja in 'neznanega' vodjo (predstavnika vseh drugih voditeljev Voortrekkerjev). Vsak kip tehta približno 6 ton.
Na vzhodnem vogalu spomenika, na isti ravni kot njegov vhod, je temeljni kamen.
Pod temeljnim kamnom je pokopana:
- Kopija Trekkerske zaobljube 16. decembra 1838
- Kopija himne Die Stem
- Kopija zemljiške pogodbe med Trekerji pod Pietom Retiefom in Zuluji pod kraljem Dinganeom

### Nemške povezave
Po besedah Alte Steenkamp se masonski podtekst Spomenika bitki narodov (Völkerschlachtdenkmal) v Leipzigu v Nemčiji odraža v Spomeniku Voortrekkerjem, ker je arhitekt Gerard Moerdijk uporabil geometrijski red in prostorska razmerja Völkerschlachtdenkmala. Ta germanizacija Spomenika Voortrekkerjem se je zgodila potem, ko je Moerdijkov prvotni načrt povzročil javno negodovanje v južnoafriškem tisku zaradi njegove podobnosti z egipčanskim templjem.:128 V Moerdijkovem prvotnem načrtu je spomenik sestavljal nasip, ki je povezoval dva egipčanska obeliska.
Moerdijk je dokončal svojo zasnovo Spomenika Voortrekkerjem leta 1936 ko je obiskal Egipt, vključno s tempeljskim kompleksom Karnak v Tebah. V Tebah je faraon Ehnaton, Nefertitin mož, postavil tri sončna svetišča, vključno s Hwt-benben ('dvorec Benben'). Najvidnejši vidik Moerdijkovega spomenika je letna opoldanska sončna osvetlitev kamna Benben, šifriranega kenotafa.
V letih pred drugo svetovno vojno je več afriških nacionalistov odpotovalo v Nemčijo zaradi akademskih, političnih in kulturnih študij. Leta 1928 je Moerdijk obiskal Nemčijo in si ogledal doprsni kip Nefertiti v Amarni, ki je bil javno razstavljen v Berlinu. Leta 1934 se je kancler Adolf Hitler odločil, da Nemčija ne bo vrnila doprsnega kipa Nefertiti iz Amarne Egiptu. Namesto tega je napovedal, da namerava uporabiti doprsni kip Amarna kot osrednji razstavni del tisočletnega Tretjega rajha v revitaliziranem Berlinu, ki se bo preimenoval v Germanijo. Podobno je Moerdijkov tisočletni spomenik s simbolom sonca Amarna v središču postal osrednji razstavni del afriških nacionalistov njihove prestolnice Pretoria.

### Okrogla talna odprtina
Če pogledamo od nebesne kupole navzdol, vzorec ševrona na tleh Dvorane herojev seva navzven kot 32 sončnih žarkov. V Moerdijkovi arhitekturi oblikuje naravno sonce 33. žarek skozi talno odprtino. Moerdijk je dejal, da vzorec ševrona na tleh prikazuje vodo, prav tako hieroglif dvojnega ševrona iz civilizacije starega Egipta. Moerdijk je izjavil, da vse poti na terenu gradbene umetnosti vodijo nazaj v starodavni Egipt. Na podlagi Moerdijkovega sklicevanja na vodna tla Dvorane herojev in njegovih izjav o starem Egiptu je mogoče talno odprtino identificirati z vodnim breznom, kot v teologiji stvarjenja starodavne afriške civilizacije. Iz tega vodnega brezna se je dvigala prvobitna gomila, kamen Benben, ki je simboliziral novo stvaritev.

### Verski sončni žarek
Gerard Moerdijk je bil glavni arhitekt 80 protestantskih cerkva v Južni Afriki. Moerdijk se je držal tradicije reformirane cerkve in zato je bil njegov renesančni zaščitni znak, tloris grškega križa, vedno osredotočen na prižnico in pridigarja. V protestantski teologiji je Božja beseda osrednja. Moerdijk je ustvaril podoben osrednji fokus v Spomeniku Voortrekkerjem, vendar v navpični namesto v vodoravni ravnini in v afriškem namesto v evropskem slogu.
Ogromna zgornja kupola spomenika ima egipčansko osvetlitev ozadja za simulacijo neba, nebeškega bivališča Boga. Skozi kupolo prodira navzdol sončni žarek, ki poudarja besede 16. decembra opoldne.
Besede, usmerjene v nebo: MI ZA TEBE, JUŽNA AFRIKA, so Moerdijkovo središče. Te besede so vzete iz himne Die Stem: Živeli bomo, umrli bomo, mi zate Južna Afrika. Ista himna se konča: Dobro bo, Bog kraljuje.
Tako sončni žarek simulira povezavo med besedami na kenotafu in nebeškim bivališčem zgoraj, komunikacijo med Bogom in človekom.
Dejanski sončni žarek sam tvori 33. sončni žarek, ki sveti na kamen sredi talne odprtine.

### Nebeška zaobljuba
V Moerdijkovi biblični teologiji Bog komunicira na dva načina: preko svetega pisma in narave. Moerdijk združuje obe metodi z uporabo sonca v svoji simulaciji.
Zaobljuba pohodnikov se je spominjala 16. decembra kot dan zaobljube. 16. decembra se pojavi svetleči sončni disk na besedilu kamna Kenotaf, kar spremeni njihov pomen v skladu s kamnom modrosti alkimistov.
Namesto da bi človek spodaj izrekel zemeljsko zaobljubo, sonce premakne fokus navzgor na trinitarnega boga Trekkerjev, saj je Bog tisti, ki komunicira skozi Moerdijkovo sončno arhitekturo in se nebeško zaobljubi z besedami: MI – kot BOG – ZA TEBE JUŽNA AFRIKA.
Tako Bog v trinitarni tradiciji Pohodnikov izreče zaobljubo znotraj sončnega diska, ki osvetljuje besede na Kenotafu.
Prepričanje Trekkerjev, da je Bog za Južno Afriko, izvira iz zaobljube vodje Trekkerjev Andriesa Pretoriusa od 9. do 16. decembra 1838 na reki Blood River, ki je približno v istem času sklenil vojaško in politično zavezništvo s krščanskimi Zuluji, kot je princ Mpande.

### Egipčansko poreklo
Moerdijk je bil odkrit zagovornik staroegipčanske arhitekture.
Moerdijk je ob otvoritvi Spomenika Voortrekkerjem omenil veličino Afrike, ki jo dajejo starodavne egipčanske konstrukcije.
Preden je bil njegov predlog Spomenika Voortrekkerjem sprejet, sta Moerdijk in Anton van Wouw več let skupaj delala na svojem projektu 'sanjskega gradu': sodobnem afriško-egiptovskem templju Voortrekkerjem v Južni Afriki. Van Wouw in Frans Soff sta pred tem uporabila egiptovski obelisk, okameneli žarek afriškega Atona, kot osrednji motiv za nacionalni ženski spomenik v Bloemfonteinu v Južni Afriki, ki je bil prav tako slovesno odprt na dan zaobljube, 16. decembra 1913.
Medtem ko je leta 1936 dokončal zasnovo Spomenika Voortrekkerjem, je Moerdijk odšel na raziskovalno potovanje v Egipt. Tam je obiskal tempeljski kompleks Karnak v Tebah, kjer je cvetela afriška renesansa pod faraonom Ehnatonom, Nefertitinim možem.
Templji na prostem od Ehnatona do Atona so vključevali heliopolitsko tradicijo uporabe sončnih žarkov v arhitekturi, pa tudi realistične stenske reliefe ali frize.
Moerdijk je obiskal tudi Kairski muzej, kjer je na ogled kopija Velike himne Atonu, katere nekateri verzi spominjajo na 104. psalm.
Moerdijkova žena Sylva je pripovedovala, da je bil tesno seznanjen s staroegipčansko arhitekturo in da je njegov obisk Egipta močno vplival na arhitekturo.

### Arhitekturni namen
Arhitekt Gerard Moerdijk je izjavil, da mora biti namen stavbe jasno viden. Vidik sonca sredi poldneva v Afriki je bil v času Nefertiti znan kot Aton. V egipčanskih hieroglifih je bil Aton zapisan kot sončna pika, obdana s krogom.
Hieroglif Atona je upodobljen na Spomeniku Voortrekkerjem, ko sonce posije skozi odprtino v zgornji kupoli.
Podobno, če pogledamo navzdol z zgornjega hodnika kupole, vidimo okroglo odprtino v tleh, ki obkroža osvetlitev sončnega diska.
Moerdijkovo sporočilo, kot ga nakazuje stenski friz: z eksodusom iz britanske Kapske kolonije je Bog ustvaril novo civilizacijo v notranjosti.
Da bi se zahvalil tej novi stvaritvi civilizacije, je Moerdijk, spominjajoč se na starodavnega Abrahama, Spomenik Voortrekkerjem navzven oblikoval kot oltar.

## Spomeniški kompleks
V letih po izgradnji je bil kompleks spomenikov večkrat razširjen in zdaj vključuje:
- Avtohtoni vrt, ki obdaja spomenik.
- Fort Schanskop, bližnja utrdba, ki jo je leta 1897 zgradila vlada Južnoafriške republike po napadu Jameson. Trenutno je muzej in je bil dodan spomeniškemu kompleksu junija 2000.
- Amfiteater na prostem Schanskop s sedeži za 357 ljudi, ki je bil uradno odprt 30. januarja 2001.
- Vrt spomina.
- Leta 1992 je bil na 3,41 km2 okoli spomenika razglašen naravni rezervat. V rezervatu najdemo divjad, ki vključuje zebre, antilope, gorsko antilopo Redunca fulvorufula, skokonogo gazelo, belorepega gnuja (Connochaetes gnou) in impalo.
- Zid spomina, ki je bil zgrajen v bližini spomenika leta 2009. Zgrajen je bil v spomin na pripadnike Južnoafriških obrambnih sil (SADF), ki so umrli v službi svoje države med letoma 1961 in 1994.
- Leta 2012 je bil slovesno odprt spomenik v spomin na žrtve napadov na letalu Air Rhodesia Flight 825 in Flight 827, ki so jih poimenovali Viscount Disasters.[11]
- Središče afrikanske dediščine, ki je bilo zgrajeno, da bi ohranili dediščino afrikansko govorečega dela južnoafriškega prebivalstva in njihov prispevek k zgodovini države.